# Lancaster Gate (metrostation)
Lancaster Gate is een station van de Londense metro aan de Central Line. Het station ligt tussen de stations Queensway en Marble Arch. Het station bevindt zich aan Bayswater Road en dicht bij Kensington Gardens.

## Geschiedenis
Op 30 juli 1900 werd het station geopend aan de Central London Railway (CLR), de latere Central Line. Het station werd ontworpen door architect Harry Bell Measures die ook tekende voor de andere stations van de Central Line. Het oorspronkelijke stationsgebouw is in 1968 afgebroken om plaats te maken voor een kantoorgebouw. Dat gebouw werd ontworpen door TP Bennett & Son die de stationshal integreerde op beganegrond. Het kantoorgebouw werd echter kort na de opening omgebouwd tot een hotel. In 2004-05 werden de onderste verdiepingen van het hotel opnieuw bekleed met witte steen naar een ontwerp van Eric Parry Architects. De bouwvergunning omvatte ook de herbekleding van de stationsgevel contrasterend met de witte stenen van het hotel.
Lancaster Gate was van juli tot november 2006 gesloten voor groot onderhoud, waarbij vooral de liften  werden opgeknapt. De chronische liftstoringen in het station werden door Transport for London beschouwd als een gevaar voor de veiligheid en een ongemak voor de passagiers. De reizigersstroom is sindsdien toegenomen en als gevolg daarvan is de kleine stationshal vaak overvol, vooral in het weekend. Van januari tot juni 2017 was het station gesloten in verband met de volledige vervanging van de liften. In verband met de beperkte ruimte was het niet haalbaar om één lift tegelijk te doen, dus werd het noodzakelijk geacht het hele station te sluiten.

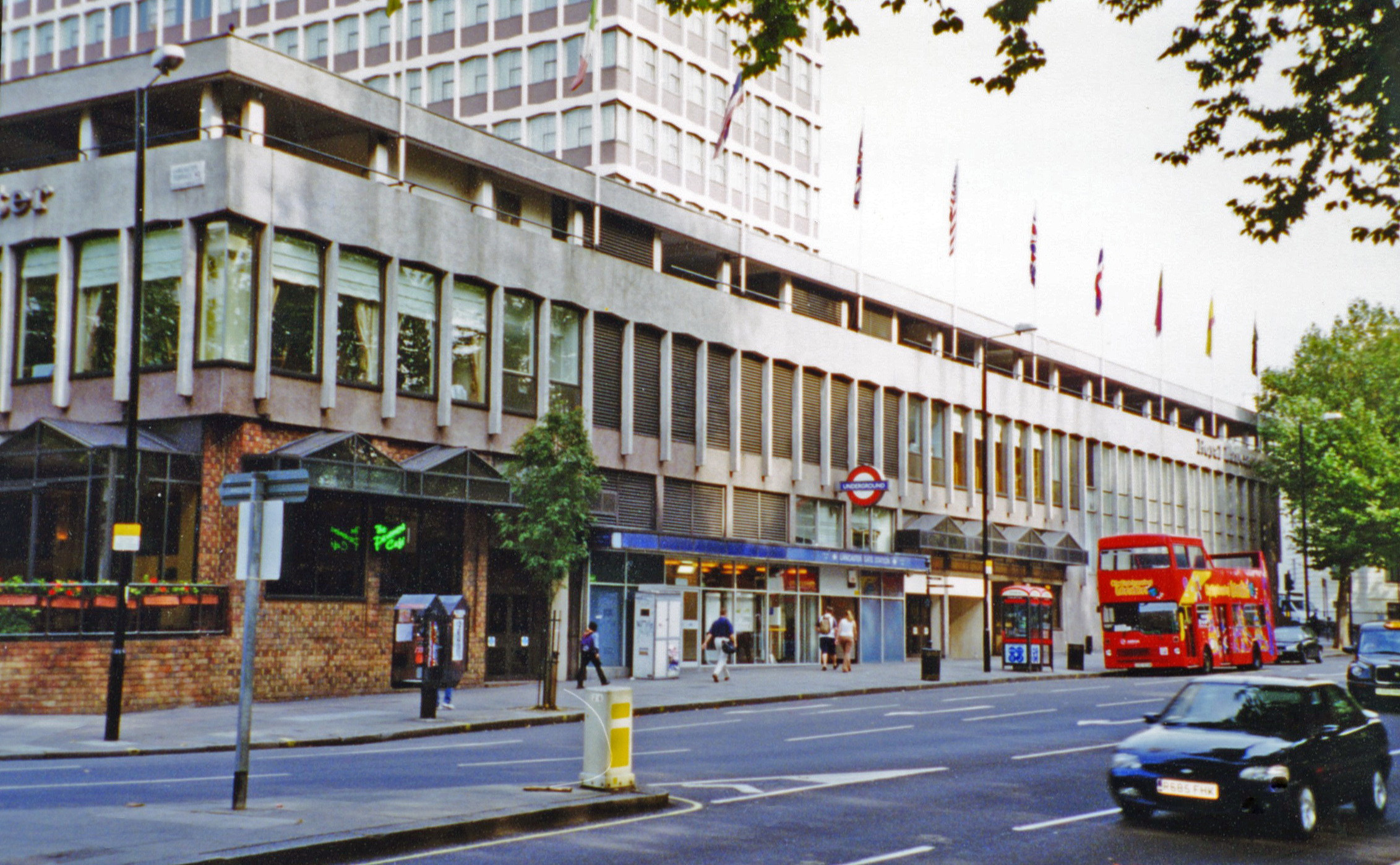
Het station in 2002
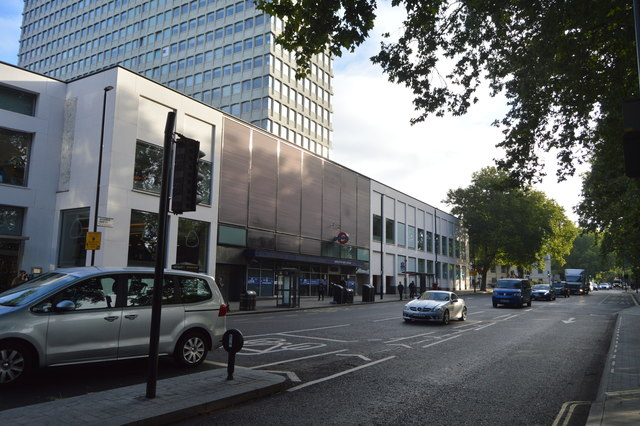
Het station in 2017
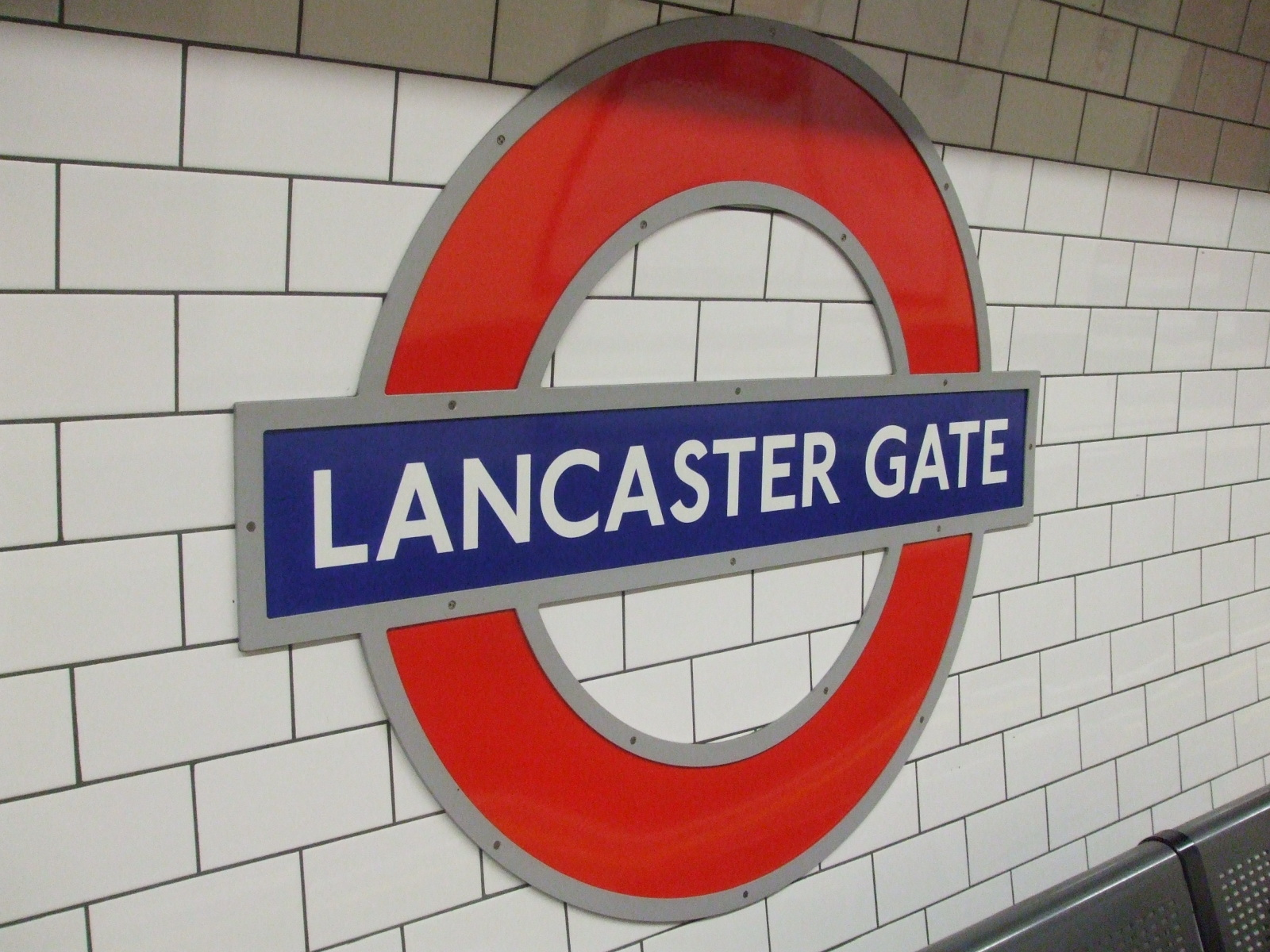
De stationsnaam op de witte tegels langs het perron

## Ligging en inrichting
Ondanks zijn naam ligt het station dicht bij de ingang van de Marlborough Gate naar Hyde Park/Kensington Gardens, ongeveer 300 meter ten oosten van de ingang van de Lancaster Gate.  
Het station ligt op loopafstand van kopstation Paddington en biedt zodoende een makkelijke overstap tussen de Central Line en het kopstation, hoewel dit niet is aangegeven op de metrokaart. 

## Fotoarchief
- Het oorspronkelijke gebouw in 1924
- De Stationshal in 1955